# エイ・ワン・シー
株式会社エイ・ワン・シー (英: a1c. Co., Ltd.) は、東京都練馬区に本拠をおくアダルトアニメ・アダルトゲームの制作・販売を主な事業内容とする日本の企業。
イマジン株式会社のグループ企業である。

## 概要・沿革
アダルトアニメ事業については、2007年に撤退したゑにっくの事業を全面継承。同年10月22日に公式サイトを開設した「鈴木みら乃」では『Grope〜闇の中の小鳥達〜』を制作し、12月21日に発売した。また、2008年5月5日に公式サイトを開設した「2匹目のどぜう」では『そらのいろ、みずのいろ』下巻をはじめ、ゑにっくで制作途中だった作品の制作続行及び発売を行っている。2009年7月には新たに「PoRO」での制作が発表された。
アダルトゲーム事業については、2008年5月7日に公式サイトを開設した「Shelf」で『かぎろひ〜勺景〜』を開発、2009年2月27日に発売した。その後、「DarkShelf」、「biscotti」、「Grand Cru」と新たにブランドを開設している。

## 主な作品

### アダルトアニメ
鈴木みら乃
- Grope 〜闇の中の小鳥たち〜（原作：May-Be SOFT）
  - 1st. M〜エム〜 （2007年12月21日）
  - 2nd. S〜エス〜 （2008年8月29日）

- 連結方式 （原作：狩野ハスミ）
  - 1st. HOLD （2008年1月25日）
  - 2nd. SCHOOL （2008年5月30日）
  - 3rd. BLIND （2008年9月26日）

- 凌辱ゲリラ狩り3 （原作：Liquid）
  - 1st. 躊躇いの白い軍服 （2008年2月29日）
  - 2nd. 羞じらいの赤い軍服 （2008年4月25日）

- 思春期少女 （原作：しらたき春）
  - 上巻 かりかり （2008年3月28日）
  - 下巻 かりかり （2008年7月25日）

- 学園2 （原作：BISHOP）
  - Episode.02 らめぇぇぇぇっ！妊娠いやあぁぁぁぁっっ！ （2008年6月27日）
  - Episode.01 ひにゃあっ！ミルクでちゃうのぉ （2008年6月27日）

- カフェ・ジャンキー （原作：ブルーゲイル）
  - 1st. Cafe Macchiato （2008年10月31日）
  - 2nd. Caffe Latte （2009年5月29日）

- キミの名を呼べば （原作：甘詰留太）
  - 上巻 （2008年11月28日）
  - 下巻 （2009年2月27日）

- 淫妖蟲 THE ANIMATION（原作：TinkerBell）
  - 恥録一 排泄 （2006年10月31日）
  - 恥録二 母性 （2008年12月26日）

- ヘルタースケルター〜白濁の村〜 （原作：Guilty）
  - 上巻 （2009年1月30日）
  - 下巻 （2009年3月27日）

- 満淫電車 （原作：BISHOP）
  - 調書3 舌たらずな放課後、急発射注意 （2009年4月24日）
  - 調書1 巨乳エリートOL、出発淫行 （2009年4月24日）
  - 調書2 ヴァージンロードはザーメンまみれ、安全日確認ヨシ！ （2009年4月24日）

- 恥熱カルテ The Devilish Cherry （原作：ドリルムラタ）
  - 上巻 （2009年6月26日）
  - 下巻 （2009年7月31日）

- 横恋母〜Immoral Mother〜 （原作：Guilty＋）
  - 上巻 （2009年9月25日）
  - 下巻 （2009年11月27日）

- 感染 淫欲の連鎖 （原作：SPEED）
  - 山岸優編 （2009年10月30日）
  - 佐伯瞳編 （2009年12月25日）

- 乙女恥曝遊戯 （原作：Guilty）
  - 上巻 屈辱倍返し!! （2010年1月29日）
  - 下巻 屈辱倍返し!! （2010年3月26日）

- 姦染2 淫罪都市 （原作：SPEED）
  - 速水ありす編 （2010年2月26日）
  - 長崎千尋編 （2010年6月25日）

- Last Waltz 〜白濁まみれの夏合宿〜 （原作：Guilty）
  - 上巻 （2010年4月30日）
  - 下巻 （2010年10月29日）

- RIN×SEN〜白濁女教師と野郎ども〜 （原作：Guilty）
  - 上巻 （2010年5月28日）
  - 下巻 （2010年7月30日）

- 乙女蹂躙遊戯〜Maiden Infringement Play〜 （原作：Guilty）
  - 上巻 （2010年8月27日）
  - 下巻 （2010年11月26日）

- 姦染3 首都崩壊 （原作：SPEED）
  - 神凪悠帆編 （2010年9月24日）
  - マルガリータ・B・穂村編 （2010年12月24日）

- 虜姫〜白濁まみれの令嬢〜 （原作：Guilty）
  - 上巻 （2011年1月28日）
  - 下巻 （2011年3月25日）

- 輪罠（わな）〜白濁まみれの放課後〜 （原作：Guilty）
  - 上巻 処女喪失 （2011年2月25日）
  - 下巻 狂宴の果てに （2011年4月28日）

- Ran→Sem〜白濁デルモ妻のミイラ捕り〜 （原作：Guilty＋）
  - 一ノ瀬莉子 自己解放編 （2011年5月27日）
  - 一ノ瀬杏奈 阿鼻叫喚編 （2011年6月24日）

- 夢喰い－つるみく式ゲーム製作－ （原作：つるみく）
  - 樟葉瑠美 調教編 （2011年7月29日）
  - 樟葉悠美 開発編 （2011年9月30日）

- Wanna. SpartanSex Spermax!!! （原作：Guilty eX）
  - 女→男!? 白濁液無限中出し地獄!! 桐生渚沙、転入編 （2013年2月22日）

- 凌成敗！〜学園美少女制裁秘録〜 （原作：TinkerBell）
  - 失墜のアイドル、膠着のアスリート編 （2013年4月26日）
  - 若菜と咲と、成敗の終わりと……編 （2013年7月26日）

- RIN×SEN＋Ran→Sem Cross Mix （原作：Guilty＋）
  - 春うらら、裏切りと絶望の季節編 （2013年6月28日）
  - 淫乱宗教万歳！排泄物は、莉子のお口に……編 （2013年8月30日）

2匹目のどぜう
- そらのいろ、みずのいろ （原作：Ciel）
  - 上巻 ダメ……聞こえちゃう （2008年6月27日）
  - 下巻 わたしも……してあげる （2008年6月27日）

- 放課後2〜紗由理〜 （原作：BISHOP）
  - 気高き薔薇姫は熟れて熱く （2008年7月25日）

- おっぱいハート〜彼女はケダモノ発情期ッ!?〜 （原作：BISHOP）
  - 甘姉・美弥〜天然ブラコンの発情巨乳〜 （2011年10月28日）
  - 爆乳チアっ娘・茉莉〜特濃ケダモノミルク搾り〜 （2012年2月24日）

- 理−コトワリ−〜キミの心の零れた欠片〜 （原作：C：drive.）
  - ハチャメチャ探偵みなもと 口無し美少女初夏の謎編 （2013年3月29日）
  - 由比ヶ浜悠基 闇に掲げる魂の問題編 （2013年5月31日）

Collaboration Works
- IMMORAL（原作：ブルーゲイル）
  - 上巻 ワイセツ教師のススメ （2005年4月29日）
  - 下巻 校内調教のススメ （2005年8月26日）

- TRUE BLUE （原作：LiLiM DARKNESS）
  - 上巻 先生の方が太いの （2005年2月25日）
  - 下巻 赤ちゃんできてもいいから （2005年3月25日）
  - 外伝 わたしの大事に守ってきたもの、捧げます （2005年12月23日）

- Innocent Blue（原作：LiLiM DARKNESS）
  - カルテ1 憧れの従妹は孕み頃、新妻 希美（B93） （2011年2月25日）
  - カルテ2 最愛の妹は謀り頃、処女 祐美（Sサイズ） （2011年2月25日）

- えろげー！〜Hもゲームも開発三昧〜 （原作：CLOCKUP team.ANISE）
  - 姫乃きさら 恋、始めました編 （2011年8月26日）
  - びしょ濡れ!? 美少女くりえーたーず編 （2011年11月25日）

- 真希ちゃんとなう。 （原作：WAFFLE）
  - 悶絶淫乱娘 三条真希編 （2012年2月24日）
  - 純真無垢天使 御園由希編 （2012年9月28日）

- プリーズ・○○○・ミー！ （原作：CLOCKUP）
  - 千鳥悠真 ピーが！ピーを？ピーされちゃった!?編 （2012年4月27日）
  - 九条さくら ピーを…ピーに…ピーして下さい編 （2012年8月31日）

- トロピカルKISS （原作：Twinkle）
  - キュンっとなった花火はキレイでしょ？編 （2012年10月26日）
  - ビチョ濡れダイエット!? 武士は食わなきゃ後の祭編 （2012年12月28日）

- 都合のよいセックスフレンド？ （原作：WAFFLE）
  - SF戦争勃発!! 私の武器はこの身体編 （2012年11月30日）
  - 激撮！密着SF24時!? エロエロ捜査最前線編 （2013年1月25日）

PoRO（coquettish doll・PoRO）
- とらいあんぐるBLUE （原作：LiLiM DARKNESS）
  - 上巻 これ以上は…ダメ （2009年8月28日）
  - 下巻 貴方だけ……❤（2010年1月29日）

- 鬼父（原作：ブルーゲイル）
  - 上巻 小生意気なホットパンツ （2009年10月30日）
  - 下巻 はしたない清楚なレギンス （2010年5月28日）
  - Re-birth 小生意気なヒップホール （2011年4月28日）
  - Re-born 〜小生意気な秘湯めぐり〜旅情編 （2011年12月22日）
  - Re-born 〜小生意気な秘湯めぐり〜姉妹丼道連れ編 （2012年12月28日）

- Diabolus〜鬼哭〜 （原作：DarkShelf）
  - 上巻 鬼姫の疼き （2009年12月25日）
  - 下巻 追憶の辱め （2010年2月26日）

- ワルキューレ調教・ザーメンタンクの戦乙女10人姉妹（原作：MBS TRUTH -DeepBlue-）
  - 上巻 ワルキューレのいたずら （2009年12月25日）
  - 下巻 ワルキューレの悦び （2010年3月26日）

- 町ぐるみの罠〜白濁にまみれた肢体〜 （原作：シロップ）
  - 上巻 白濁に堕ちる白墨 （2010年2月26日）
  - 下巻 ゆいのお尻がっ…… （2010年7月30日）

- ふくびき！トライアングル〜美晴アフター〜 （原作：ブルーゲイル）
  - 上巻 お姉ちゃん寝ちゃいましたね……❤ （2010年4月30日）
  - 下巻 あたしのことだけ見てればいいのっ❤ （2011年1月28日）

- あい☆きゃん（原作：LiLiM）
  - 上巻 そんなこと……したくありませんっ （2010年6月25日）
  - 下巻 わたし……しちゃいました （2010年8月27日）

- 凌辱ファミレス調教メニュー（原作：Liquid）
  - 上巻 焦らしちゃ……イヤ （2010年9月24日）
  - 下巻「妹・萌美」 （2010年12月24日）

- 鬼父2（原作：ブルーゲイル）
  - 上巻 おバカな袴っ娘の反省 （2010年10月29日）
  - 下巻 巨乳と天然と癒しと嫉み （2010年11月26日）

- Floating Material （原作：biscotti）
  - 上巻 いけないのに……わたし❤ （2011年2月25日）
  - 下巻 こういうの……スキ❤ （2011年3月25日）

- JKと淫行教師4 （原作：ブルーゲイル）
  - 読モ・静歌〜生意気モデルの性旬白書〜 （2011年5月27日）
  - 読モでびゅ〜・皐月〜性潤モデルのハメ受け巨乳〜 （2012年1月27日）

- Reunion （原作：Grand Cru）
  - 理英先生の個人授業〜可愛く拗ねる年上の彼女❤〜 （2011年6月24日）
  - 摩穂の制服〜クールなポニテの切ないおねだり❤〜 （2011年9月30日）

- Bloods〜淫落の血族2〜 （原作：ローズクラウン）
  - ミニ・美咲〜意地っ張りなニーソ〜 （2011年7月29日）
  - 天然クール・香夜〜妖艶に拗ねて甘える黒髪ロング❤〜 （2011年11月25日）

- WIZARD GIRL AMBITIOUS （原作：Sugar pot）
  - ぷちパイ・アスカ〜小振りなわがままウィザードの反逆〜❤ （2011年8月26日）

- 蠱惑の刻（原作：Tinkerbell）
  - 〜腹ボテクール・雪乃〜恥蜜に溢れる緩んだ恥穴❤ （2011年10月28日）
  - 〜つるペタコンパクト・藍〜稚拙に膨らむつぶらなスク水❤ （2012年3月30日）

- Dark Blue （原作：LiLiM DARKNESS）
  - Vol.1〜ミつめる恥ぢらい〜 （2012年4月27日）
  - Vol.2〜見せつけられる……ヌくもり〜 （2013年3月29日）

- 姫様限定！ （原作：Princess Sugar）
  - 意地っ張りお姫様・オリビア〜強気に恥じらう高貴な足指❤ （2012年5月25日）
  - 純真無垢プリ・セリナ〜純粋（ウブ）なハメしゃぶりあばんちゅ〜る❤ （2012年10月26日）
  - Royal asset〜高貴ではしたないイチャエロ盛り合わせ❤ （2017年6月30日）

- 雨芳恋歌（原作：キャラメルBOX ミルク味）
  - テレエロおっぱい・夏恋〜いちゃハメ蒸れる真夏の果実〜 （2012年6月29日）
  - ちっパイ従順・渚〜嗜虐的なデレエロレシピ〜 （2012年11月30日）

- パパラブ （原作：ブルーゲイル）
  - 巨乳美尻っ娘・彩芽〜あどけない天然好奇心❤ （2012年7月27日）
  - 変態仮面っ娘・氷華〜パパパンツに恋するツインテール❤ （2013年1月25日）

- らぶ2Quad （原作：ま～まれぇど）
  - 完璧ドS淑女・エル〜優雅に尻敷くフェイス＆ボッキ〜❤ （2012年8月31日）

- JKとエロ議員センセイ （原作：ブルーゲイル）
  - 淑やかな黒スト・初音〜たおやかに歪むエロ盛りおっぱい〜 （2012年9月28日）
  - ドジっ娘メガネ秘書・初音〜拗ねて抓ってハメスクワット❤ （2013年4月26日）

- Chu（治癒）してあげちゃう〜押しかけお姉さんの性交恥療〜 （原作：SYRUP -Honey Sweet-）
  - 肉食系メガネっ娘女医・貴美香〜跨り貪る白衣の堕天使❤ （2013年2月22日）
  - エロ可愛い区女教師・優〜恥じらい弾む姉パイ盛り合わせ❤ （2013年6月28日）

- ヌキどきッ！〜天使と悪魔の搾精バトル〜 （原作：Grand Cru bourgeois）
  - ツンデレ夢魔っ娘・フィリカ ～悪魔が跨がり子種吸ぃ❤ （2013年5月31日）
  - 狂乳無垢天使・セラ～ドジっ娘清楚なエロ電車 （2013年9月27日）

- JKとオーク兵団〜悪豚鬼に凌虐された聖女学園〜 （原作：ブルーゲイル）
  - クールなオッドアイ・雪乃〜ハメる裏切りと豚足巨根❤（2013年7月26日）

- 姫様LOVEライフ！ （原作：Princess Sugar）
  - ツインテ生意気姫様・舞華〜高貴にぐずる姫尻穴❤ （2019年5月31日）
  - ナマイキビキニ姫・舞華〜尻穴姫クルージング❤ （2019年8月30日）
  - 生真面目ブルマ姫・ルリア〜ワイセツおねだり王女❤ （2020年1月31日）
  - 自虐オ姫・ラティ〜好奇に微睡むおねだりボディ❤ （2020年6月26日）

- 灼炎のエリス （原作：天那コータ）
  - 美少女へっぽこ勇者・エリス〜トンだ雌恥尻❤ （2019年6月28日）
  - ケツ穴過敏勇者・エリス〜エロ豚覆面奉仕❤ （2019年9月27日）
  - 堕落勇者・エリス〜競り合い被虐ビンゴ❤ （2019年11月29日）
  - 尻床野菜勇者・エリス〜近親ふるさと納精❤ （2020年2月28日）

PoROre
- かぎろひ〜勺景〜 （原作：Shelf）
  - 上巻 地獄触手 （2009年11月27日）
  - 下巻 触手調教 （2010年1月29日）

chuchu
- その花びらにくちづけを （原作：ふぐり屋）
  - あなたと恋人つなぎ （2010年7月30日）

魔人
- euphoria （原作：CLOCKUP）
  - 真中合歓 地獄始動編 （2011年12月22日）
  - 帆刈叶 楽園終焉編 （2012年3月30日）

- 黒獣（クロイヌ）〜気高き聖女は白濁に染まる〜 （原作：Liquid）
  - オリガ×クロエ 黒の城、崩落編 （2012年1月27日）
  - アリシア×プリム 奉仕国家抗い編 （2012年6月29日）

- 巨乳ファンタジー （原作：WAFFLE）
  - シャムシェル×ロクサーヌ 爆乳のススメ編 （2012年5月25日）
  - アイシス×グラディス 爆乳の宣言！ （2012年7月27日）

### アダルトゲーム
Shelf
- かぎろひ〜勺景〜
- 獄城の跪姫リーナ
- Qualiaffordance

DarkShelf
- Diabolus〜鬼哭〜
- 鬼畜執事

biscotti
- Floating Material -The hill where the star born-

Grand Cru
- Reunion〜3日間だけのプチ同棲〜

Grand Cru classe
- しゅ〜てぃんぐ妹スター☆〜おにいちゃん、覚悟しててよね♪〜
- はっぴぃふぁくとりー

Grand Cru bourgeois
- ヌキどきッ！〜天使と悪魔の搾精バトル〜